# Cristiano Caratti
Cristiano Caratti (* 24. Mai 1970 in Acqui Terme) ist ein ehemaliger italienischer Tennisspieler.

## Leben
Caratti war ein erfolgreicher Juniorenspieler. Er gewann 1987 auf der ITF Junior Tour an der Seite von Gábor Köves die Doppelkonkurrenz der Orange Bowl International Championships, der inoffiziellen Jugend-Weltmeisterschaften. Im darauf folgenden Jahr erreichte er an der Seite von Goran Ivanišević das Doppelfinale des Juniorenturniers der French Open sowie an der Seite von Cristian Brandi das Halbfinale des Juniorenturniers von Wimbledon.
1989 wurde er Profi und spielte bereits im ersten Jahr relativ erfolgreich auf der ATP Challenger Tour, so erreichte er in Dublin das Einzelfinale und in Fürth das Doppelfinale. Auf der Challenger Tour errang er zwischen 1990 und 2000 insgesamt sieben Einzeltitel sowie einen Doppeltitel. Auf der ATP Tour war er weniger erfolgreich. Zwar erreichte er 1990 das Doppelfinale in Genua und im Jahr darauf das Einzelfinale von Mailand, im Laufe seiner Karriere konnte er jedoch keinen ATP-Titel erringen. Seine höchste Notierung in der Tennisweltrangliste erreichte er 1991 mit Position 26 im Einzel sowie 1990 mit Position 148 im Doppel.
Sein bestes Einzelergebnis bei einem Grand-Slam-Turnier war das Erreichen des Viertelfinales der Australian Open 1991. Hierbei siegte er im Achtelfinale über den favorisierten Richard Krajicek in fünf Sätzen und schied schließlich ebenfalls in fünf Sätzen gegen Patrick McEnroe aus.
Caratti wurde einmal in die italienische Davis-Cup-Mannschaft berufen. Bei der Erstrundenpartie der Weltgruppe, die Italien gegen Spanien mit 4:1 gewann, kam er in zwei Einzelpartien zum Einsatz. Die erste Partie gegen Emilio Sánchez verlor er knapp in fünf Sätzen. Das zweite Einzel, bei dem der Sieg Italiens schon fest stand, gewann er gegen Sergi Bruguera in drei Sätzen. Bei den Olympischen Sommerspielen 1992 trat er im Einzel für Italien an, unterlag jedoch in der ersten Runde gegen Guy Forget.
2004 spielte er letztmals regelmäßig Turniere.

## Erfolge
| Legende                       |
| Grand Slam                    |
| Tennis Masters Cup            |
| ATP Masters Series            |
| ATP International Series Gold |
| ATP International Series      |
| ATP Challenger Series (8)     |

### Einzel

#### Turniersiege
| Nr. | Datum             | Turnier      | Belag     | Finalgegner          | Ergebnis       |
| --- | ----------------- | ------------ | --------- | -------------------- | -------------- |
| 1.  | 5. August 1990    | Winnetka     | Hartplatz | Chris Garner         | 7:6, 6:1       |
| 2.  | 2. Dezember 1990  | Bossonnens   | Hartplatz | Michiel Schapers     | 6:4, 3:6, 7:6  |
| 3.  | 3. März 1991      | Indian Wells | Hartplatz | Jimmy Arias          | 6:7, 6:4, 6:2  |
| 4.  | 14. Februar 1993  | Wolfsburg    | Teppich   | Lars Koslowski       | 6:7, 6:1, 6:2  |
| 5.  | 25. Juli 1993     | Montebello   | Hartplatz | Steve Bryan          | 4:6, 7:5, 6:3  |
| 6.  | 7. September 1997 | Azoren       | Hartplatz | Óscar Burrieza López | 3:6, 6:3, 6:4  |
| 7.  | 26. November 2000 | Knoxville    | Hartplatz | Andy Roddick         | 3:6, 7:61, 6:4 |

#### Finalteilnahmen
| Nr. | Datum            | Turnier | Belag   | Finalgegner      | Ergebnis |
| --- | ---------------- | ------- | ------- | ---------------- | -------- |
| 1.  | 10. Februar 1991 | Mailand | Teppich | Alexander Wolkow | 1:6, 5:7 |

### Doppel

#### Turniersiege
| Nr. | Datum         | Turnier | Belag   | Partner         | Finalgegner             | Ergebnis      |
| --- | ------------- | ------- | ------- | --------------- | ----------------------- | ------------- |
| 1.  | 21. März 1993 | Bergamo | Teppich | Cristian Brandi | Sander Groen Arne Thoms | 4:6, 6:4, 6:1 |

#### Finalteilnahmen
| Nr. | Datum         | Turnier | Belag | Partner           | Finalgegner                   | Ergebnis |
| --- | ------------- | ------- | ----- | ----------------- | ----------------------------- | -------- |
| 1.  | 24. Juni 1990 | Genua   | Sand  | Federico Mordegan | Tomás Carbonell Udo Riglewski | 6:7, 6:7 |